# 100 Cycle Challenge
El 100 Cycle Challenge (oficialmente: 100 Cycle Challenge) es una carrera ciclista de un día que se disputa anualmente en el municipio de Ekurhuleni en Sudáfrica con inicio y final en el lago Germiston. La prueba cuenta con una versión femenina del mismo nombre y se corre sobre una distancia de 100 km.
La carrera fue creada en el año 2018 y hace parte del UCI Africa Tour como competencia de categoría 1.2.

## Palmarés
| Año  | Ganador       | Segundo            | Tercero       |
| ---- | ------------- | ------------------ | ------------- |
| 2018 | Nolan Hoffman | Jayde Julius       | Ryan Harris   |
| 2019 | Jayde Julius  | Steven van Heerden | Nolan Hoffman |

## Palmarés por países
| País      | Victorias |
| --------- | --------- |
| Sudáfrica | 2         |